# Li'l Miss Vampire Can't Suck Right
Li'l Miss Vampire Can't Suck Right (яп. ちゃんと吸えない吸血鬼ちゃん, Chanto Suenai Kyūketsuki-chan, Вампірка не вміє смоктати) — серія манґи, написана та проілюстрована Кьоске Нішікі. Серіалізація манґи тривала з травня 2021 по серпень 2025 року в журналі Monthly Dragon Age видавництва Fujimi Shobo. Станом на квітень 2025 року її розділи зібрано у вісім томів-танкобонів. Аніме-серіал, виробництвом якого займається студія Feel, планується до показу в жовтні 2025 року.

## Сюжет
Серіал розповідає про Луну Ішікаву, популярну студентку, яка має репутацію холодної та загадкової серед своїх однокласників. Хоча вона вампір, їй важко смоктати кров, що дуже її засмучує. Коли її однокласник Тацута Оторі дізнається її секрет, він пропонує їй свою кров, а натомість просить її дозволити йому тренувати її, щоб вона навчилася краще смоктати кров.

## Персонажі
Луна Ішікава (яп. 石川 月菜, Ishikawa Runa)
Сейю: Амане Шіндо (голосовий комікс), Мінамі Танака (аніме)
Головна героїня серії. Вона найпопулярніша дівчина у класі, але має комплекси через труднощі зі смоктанням крові. Через свою нездатність смоктати кров, вона часто відчуває голод, який втамовує солодощами. Вона закохується в Тацуту, який пропонує їй допомогу з її проблемою.
Тацута Оторі (яп. 大鳥 辰太, Ōtori Tatsuta)
Сейю: Шун Хоріе (голосовий комікс), Кеншьо Оно (аніме)
Однокласник Луни, який пропонує їй допомогу.
Ейко Сакума (яп. 佐久間 瑛子, Sakuma Eiko)
Сейю: M.A.O
Міса Кусунокі (яп. 楠木 美紗, Kusunoki Misa)
Сейю: Ікумі Хасеґава
Дайчі Чіба (яп. 千葉 大地, Chiba Daichi)
Сейю: Кацумі Фукухара
Сатору Деґучі (яп. 出口 悟, Deguchi Satoru)
Сейю: Юя Хіросе
Маймі Судзукі (яп. 鈴木 舞美, Suzuki Maimi)
Сейю: Шіон Вакаяма
Юі Хашімото (яп. 橋本 結衣, Hashimoto Yui)
Сейю: Кономі Інаґакі
Юкарі Хенмі (яп. 辺見 紫, Henmi Yukari)
Сейю: Аяса Іто

## Медіа

### Манґа
Написана та проілюстрована Кьоске Нішікі, манґа «Li'l Miss Vampire Can't Suck Right» (Вампірка не вміє смоктати) серіалізувалася в журналі Monthly Dragon Age видавництва Fujimi Shobo з 8 травня 2021 по 8 серпня 2025 року. Її розділи зібрано у вісім томів-танкобонів станом на квітень 2025 року. У 2021 році на офіційному YouTube-каналі Kadokawa було опубліковано серію голосових коміксів за участю Амане Шіндо та Шуна Хоріе як Луни Ішікави та Тацути Оторі.
7 лютого 2025 року видавництво Yen Press оголосило, що отримало ліцензію на серію для публікації англійською мовою, а перший том мав вийти в липні. У червні 2025 року Kadokawa оголосила про випуск цифрової версії серії англійською мовою на сервісі BookWalker Global, починаючи з 7 червня.
| № | Дата виходу    | ISBN                   |
| - | -------------- | ---------------------- |
| 1 | 8 жовтня 2021  | ISBN 978-4-04-074314-1 |
| 2 | 9 березня 2022 | ISBN 978-4-04-074464-3 |
| 3 | 9 вересня 2022 | ISBN 978-4-04-074671-5 |
| 4 | 7 квітня 2023  | ISBN 978-4-04-074938-9 |
| 5 | 6 жовтня 2023  | ISBN 978-4-04-075171-9 |
| 6 | 9 травня 2024  | ISBN 978-4-04-075441-3 |
| 7 | 9 жовтня 2024  | ISBN 978-4-04-075645-5 |
| 8 | 9 квітня 2025  | ISBN 978-4-04-075868-8 |

### Аніме
Адаптація у форматі аніме-серіалу була анонсована 4 лютого 2025 року. За виробництво відповідає студія Feel, режисеркою стала Саяка Ямаї, сценарій написала Юніко Аяна, дизайн персонажів розробив Такуя Тані, а музику — Томокі Кікуя.
Прем'єра запланована на жовтень 2025 року на Tokyo MX та інших телеканалах. Відкривальну композицію «Seishun no Silhouette» (Молодіжний силует) виконує HΔG, а завершальну, «Senkō Hanabi» (Бенгальські вогні), — HΔG та Мінамі Танака.